# Dentisociaria
Dentisociaria là một chi bướm đêm thuộc phân họ Tortricinae của họ Tortricidae.

## Các loài
- Dentisociaria armata Kuznetsov, 1970